# Лієв Олександр Сергійович
Лієв Олександр Сергійович (16 травня 1976 , Нижній Одесd, Республіка Комі ) — український топ-менеджер, державний службовець, кримський політик, екс-міністр туризму АРК, виконавчий директор ПАТ «НСТУ» в 2017-2019 роках, екс-перший заступник генерального директора НТКУ, радник міністра аграрної політики Олексія Павленка, експерт туристичної галузі, голова Асоціації індустрії гостинності України. З січня 2022 року до січня 2023 року — заступник керівника департаменту державних закупівель Міністерства оборони України, тимчасово виконуючий обов'язки керівника департаменту військово-технічної політики, розвитку озброєння та військової техніки Міноборони.
Депутат Верховної ради АР Крим п'ятого скликання. Був членом політради Народно-демократичної партії (2004—2006), член Партії регіонів (2010—2014).

## Життєпис
Народився 16 травня 1976 року в Республіці Комі (РФ).

### Освіта
Закінчив Херсонський технічний університет, Національну академію державного управління при Президентові України, Академію муніципального управління. Кандидат наук з державного управління.
Викладав у Чернівецькому університеті ім. Федьковича (2006—2007), Таврійському університеті ім. Вернадського (2012—2013).

### Кар'єра
- З червня 1994 по квітень 1996 року — військова служба в Збройних Силах України;
- 1996—1997 — слюсар‚ водій Красноперекопської автобази, м. Армянськ;
- 1998—2001 — робота в комерційних підприємствах м. Армянська;
- 2001—2004 — директор Кримського науково-виробничого підприємства ТОВ «Завод Сиваш», м. Красноперекопськ;
- 2004—2005 — голова правління ВАТ «Бром», м. Красноперекопськ;
- 2005—2006 — заступник директора Європейського інституту політичної культури, м. Київ;
- 2006—2007 — радник голови‚ начальник організаційного відділу апарату‚ заступник керівника апарату Чернівецької обладміністрації, м. Чернівці;
- З 2007 — заступник директора з економічних питань ДП «Чернівецький облавтодор», м. Чернівці;
- 2007—2009 — начальник Головного управління регіонального розвитку‚ архітектури та інфраструктури Чернівецької обладміністрації, м. Чернівці;
- 2009—2010 — голова Севастопольського територіального відділення Антимонопольного комітету України,  м. Севастополь. Був відомий гучними розслідуваннями справ формування цін на світлі нафтопродукти та дизпаливо у Криму[2];
- З 2010 — голова Республіканського комітету Автономної Республіки Крим з водогосподарського будівництва та зрошувального землеробства, м. Сімферополь;
- З листопада 2010 — міністр курортів і туризму АР Крим.

Навесні 2014 року, після початку російської окупації Криму, Лієв відмовився від поста міністра в окупаційній владі та переїхав з родиною до Києва. 2 квітня 2014 року окупаційна влада Криму проголосила Лієва персоною нон ґрата, заявивши, що «його діяльність, його висловлювання і практична діяльність ставить під сумнів результати референдуму, ухвалене рішення і федеральний конституційний закон».
З квітня 2014 року по лютий 2015 року — перший заступник директора Національної телекомпанії України.
2014 — заснував Асоціацію індустрії гостинності України, що має сприяти туризму в Україні.
2015—2016 — радник міністра аграрної політики Олексія Павленка.
Липень 2017 — березень 2019 — виконавчий директор ПАТ «Національна громадська телерадіокомпанія України».
2020-2021 — консультант Українського культурного фонду "Культурні столиці України". 
Червень 2021 — на замовлення USAID розробив Дорожню карту розвитку туристичної дестинації Приазовʼя на 2021-2030 роки.
У січні 2022 року пройшов конкурс на заступника начальника департаменту державних закупівель Міністерства оборони України. З початком вторгнення Росії в Україну заявив, що вступив до територіальної оборони ЗСУ.
З 2022 до січня 2023 — заступник керівника департаменту державних закупівель Міністерства оборони України та тимчасово в.о. керівника департаменту військово-технічної політики, розвитку озброєння та військової техніки Міноборони України, департаменту, який організовує забезпечення Збройних Сил України озброєнням та військовою технікою.
У січні 2023 року звільнився з Міністерства оборони України після того, як у численних ЗМІ з'явилися відомості про його проросійські погляди. На захист Лієва через інформаційну атаку виступив командувач Сил територіальної оборони ВС України, бригадний генерал Юрій Галушкін. За словами Юрія Галушкіна, після повномасштабного вторгнення РФ до України, Лієв організував систему доставки озброєння в зони бойових дій. За даними командира бригади Сил ТрО ЗСУ Харкова полковника Романа Грищенка, Лієв допоміг з логістикою для ТрО.
4 вересня 2023 року журналісти-розслідувачі з BIHUS Info випустили матеріал про партію БПЛА "HAWK" у розмірі 60 штук, що була  закуплена у компанії Борислава Розенблата «Українських авіаційних систем». БПЛА виявились не відповідної якості, відповідно Олександр Лієв був тією особою, що підписувала акт прийому.
3 лютого 2023 року Олександр Лієв був звільнений за власним бажанням з Міністерства оборони України.
На річницю повномасштабного вторгнення РФ в Україну 24 лютого 2024 року, колишній міністр оборони України Резніков Олексій в інтервʼю для УП заявив, що "один із найактивніших, хто реально декілька тижнів героїчно возив зброю, закриваючи всі потреби, це був Олександр Лієв (колишній в.о директора департаменту Міноборони – УП), який просто підіймав цивільні фури, цивільних водіїв, і під обстрілами вони возили зброю, в тому числі на Миколаїв Віталію Кіму. Я би так сказав: це був один із чинників того, як вдалося так швидко озброїти цивільних миколаївців, і що стало причиною доброго, якісного опору, і не дало можливість оркам пройти далі на Одесу".

## Кримінальне провадження
27 січня 2024 року СБУ заявила, що за сприяння Міноборони викрила чиновників відомства та менеджерів Львівського арсеналу, які вкрали майже 1,5 млрд грн на закупівлі снарядів. За даними слідства, до цього причетні колишні та чинні високопосадовці Міноборони. Олександр Лієв, як відповідальна особа, що займалась реалізацією цієї угоди був взятий під варту.
28 січня 2024 року прокурори просили суд призначити Лієву тримання під вартою або заставу у розмірі 268 млн гривень, оскільки, як на їхню думку, існували ризики того, що Лієв може переховуватися та перешкоджати слідству, або виїхати за кордон, а також вчиняти інші правопорушення або дії, спрямовані на приховування інших злочинів. Суддя Ярослав Шкодін відхилив клопотання прокурора і не обрав запобіжного заходу для Олександра Лієва.
2 лютого 2024 Лієв пройшов публічний поліграф у Всеукраїнській асоціації поліграфіологів по справі Львівського арсеналу. Виконавчий директор Всеукраїнської асоціації поліграфологів Володимир Ведмідь, який проводив тестування Лієва, заявив, що пройшовши перевірку на поліграфі, експосадовець Міноборони довів свою непричетність до вчинення злочину, у якому його підозрюють.
12 лютого 2024 року, за повідомленням пресслужби СБУ, Вищий антикорупційний суд України взяв під варту ексчиновника Міноборони Олександра Лієва, якого СБУ викрила на розкраданні 1,5 млрд грн під час закупівлі боєприпасів для ЗСУ. У СБУ уточнили, що Лієв перебуватиме під вартою до 8 квітня, якщо не внесе заставу в 50 млн грн.
Лієв зазначив, що вважає рішення Апеляційної палати ВАКС є неправомірним та наголосив, що має всі підстави звертатися до Європейського суду з прав людини. Проте оскільки позов буде спрямований до держави, він має сумніви, чи хоче він судитися з Україною в такий важкий для країни час. Він додав, що в нього було сім обшуків, він надав розблокований телефон слідчим і ініціативно пройшов публічний поліграф, що свідчить про його готовність співпрацювати зі слідством.
15 березня 2024 року, ВАКС змінив міру запобіжного заходу перебування під вартою стосовно Олександра Лієва та відпустив його з СІЗО під особисте зобов'язання.
14 січня 2025 року ДБР оголосило нову підозру Олександру Лієву та двом керівникам держпідприємства - за поставку у 2022 році у бойові підрозділи бракованих великокаліберних кулеметів.

## Нагороди
- Почесна грамота Ради міністрів АР Крим (2004)
- Почесна грамота Чернівецької ОДА (2008)
- Почесна грамота Чернівецької обласної ради (2008)
- Почесна грамота Чернівецької ОДА (2008)
- Почесна грамота Кабінету Міністрів України (2012)
- Нагорода Федерації профспілок України «За соціальне партнерство» (2018)[34]
- Подяка від голови Миколаївської ОДА Віталія Кіма «За значний вклад у підвищення обороноздатності Миколаївської області під час активних бойових дій» (13 березня 2022)[35].
- Почесний нагрудний знак від Головнокомандувача ЗСУ Валерія Залужного «За заслуги перед ЗСУ» (23 травня 2022)[36].

## Сім'я
Одружений, виховує 4 дітей. Захоплюється літературою, парашутним спортом і активними видами відпочинку.

## Політична діяльність
- 2004 — з проросійськими активістами брав участь у блокуванні «потягу дружби», який прямував в рамках агітаційної кампанії Віктора Ющенка до Криму[38].
- 2006 — розробив ряд інвестиційних проектів для Чернівецької області[39]
- 2010 — став депутатом Верховної ради Криму 5-го скликання, голова Рескомводгоспу. Того ж року вступив до Партії регіонів, заявивши, що підтримує позицію тодішнього очільника партії регіонів в Криму Василя Джарти. У листопаді 2010 року був обраний Верховною Радою АР Крим на посаду Міністра курортів та туризму[40].
- 2012 — відкрив Курортно-туристичні представництва Криму в країнах Європейського Союзу (у Лондоні[41], Ризі, Берлині). Активно просував санаторно-курортне лікування для мешканців Латвії, Литви, Німеччини, Австрії та Польщі. Туристичний потік з цих країн збільшився на 20—25 %[42]. Також Олександром Лієвим відкрито курортно-туристичні представництва у Києві, Львові[43], Дніпропетровську, Харкові[44], Баку[45], Сиктивкарі та Санкт-Петербурзі.
- З 2012 року тісно співпрацював та очолював Координаційний Комітет найбільшого на просторі СНД туристичного проекту ЄС"Розвиток та диверсифікація туризму в Криму". Проект реалізовувався в рамках Програми ЄС по Підтримці Спільної Ініціативи з Співробітництва в Криму[46] (Міністерство курортів та туризму АР Крим виступало головним бенефіціаром проекту, обсяг фінансування проекту — 5 млн євро).
- 2014 — після кардинальної зміни курсу самопроголошеного уряду Аксьонова з формату розширеної автономії на діаметрально протилежний формат приєднання до Росії, відмовився працювати в «уряді» Аксьонова[47][48], передав справи своєму «наступнику».
- Лієву і родині сепаратисти заборонили в'їзд на територію Криму[49], Лієв заявив:

Це моя особиста трагедія. Я поважаю і люблю європейські цінності, це мої цінності. Я переконаний російський європеєць, але я відрізняю руське від російського і тим більше від радянського. В такому ключі я не міг знайти собі місце в новому Криму.
- Після переїзду до Києва, Лієв продовжив займатися громадською роботою в розвитку туристичної індустрії України[50].